# Tournoi de clôture du championnat d'Haïti de football 2003
Navigation
Tournoi précédent Tournoi suivant
Le tournoi de clôture de la saison 2003 du Championnat d'Haïti de football est le second tournoi saisonnier de la quatorzième édition de la première division à Haïti. Les seize meilleures équipes du pays sont regroupées au sein d’une poule unique où elles s’affrontent une seule fois. À l’issue du tournoi, un classement cumulé des 2 tournois de l’année est fait afin de déterminer les deux formations reléguées en Division 2.
C'est le Roulado FC qui remporte la compétition après avoir terminé en tête du classement final, avec le même nombre de points mais une meilleure différence de buts que le Victory SC et un point d’avance sur Violette AC. C'est le deuxième titre de champion d'Haïti de l'histoire du club.

## Clubs participants
| - Violette AC - Carioca Port-au-Prince - AS Cavaly - FICA - AS Capoise - Don Bosco FC - Roulado FC - Valencia Léogâne | - Baltimore SC - Racing Gonaïves - Aigle Noir AC - Tempête FC - AS de Carrefour - Racing Club Haïtien - Victory SC - Zénith Cap-Haïtien |

## Compétition
Le barème de points servant à établir le classement se décompose ainsi :
- Victoire : 3 points
- Match nul : 1 point
- Défaite : 0 point

### Classement
| Rang | Équipe                 | Pts | J  | G | N | P | Bp | Bc | Diff |
| ---- | ---------------------- | --- | -- | - | - | - | -- | -- | ---- |
| 1    | Roulado FC             | 27  | 15 | 8 | 3 | 4 | 18 | 7  | +11  |
| 2    | Victory SC             | 27  | 15 | 8 | 3 | 4 | 10 | 9  | +1   |
| 3    | Violette AC            | 26  | 15 | 7 | 5 | 3 | 20 | 11 | +9   |
| 4    | Zénith Cap-Haïtien     | 24  | 15 | 7 | 3 | 5 | 15 | 9  | +6   |
| 5    | AS Cavaly              | 24  | 15 | 7 | 3 | 5 | 15 | 13 | +2   |
| 6    | Baltimore SC           | 22  | 14 | 6 | 4 | 4 | 15 | 9  | +6   |
| 7    | Tempête FC             | 22  | 15 | 7 | 1 | 7 | 14 | 13 | +1   |
| 8    | FICA                   | 21  | 14 | 6 | 3 | 5 | 13 | 9  | +4   |
| 9    | Racing Club Haïtien    | 21  | 15 | 6 | 3 | 6 | 14 | 13 | +1   |
| 10   | AS de Carrefour        | 21  | 15 | 6 | 3 | 6 | 14 | 15 | -1   |
| 11   | AS Capoise             | 19  | 15 | 5 | 4 | 6 | 11 | 14 | -3   |
| 12   | Valencia Léogâne       | 18  | 15 | 5 | 3 | 7 | 11 | 16 | -5   |
| 13   | Don Bosco FCT          | 15  | 15 | 3 | 6 | 6 | 11 | 16 | -5   |
| 14   | Racing Gonaïves        | 15  | 15 | 4 | 3 | 8 | 10 | 17 | -7   |
| 15   | Carioca Port-au-Prince | 14  | 15 | 3 | 5 | 7 | 9  | 17 | -8   |
| 16   | Aigle Noir AC          | 13  | 15 | 3 | 4 | 8 | 12 | 24 | -12  |

|  | Vainqueur du tournoi Clôture |
|  | T : Tenant du titre          |

### Classement cumulé
Un classement cumulé des tournois Ouverture et Clôture est fait pour désigner les deux équipes reléguées en deuxième division.
| Rang | Équipe                 | Pts | J  | G  | N  | P  | Bp | Bc | Diff |
| ---- | ---------------------- | --- | -- | -- | -- | -- | -- | -- | ---- |
| 1    | AS Cavaly              | 54  | 30 | 16 | 6  | 8  | 28 | 22 | +6   |
| 2    | Violette AC            | 48  | 30 | 13 | 9  | 8  | 34 | 23 | +11  |
| 3    | Don Bosco FCOuv        | 45  | 30 | 11 | 12 | 7  | 35 | 25 | +10  |
| 4    | Baltimore SC           | 45  | 30 | 12 | 9  | 8  | 29 | 19 | +10  |
| 5    | FICA                   | 44  | 30 | 12 | 8  | 9  | 25 | 20 | +5   |
| 6    | Roulado FCClo          | 43  | 30 | 11 | 10 | 9  | 26 | 19 | +7   |
| 7    | AS Capoise             | 43  | 30 | 11 | 10 | 9  | 26 | 23 | +3   |
| 8    | Tempête FC             | 43  | 30 | 13 | 4  | 13 | 30 | 32 | -2   |
| 9    | Racing Gonaïves        | 39  | 30 | 10 | 9  | 11 | 24 | 25 | -1   |
| 10   | Victory SC             | 38  | 30 | 10 | 8  | 12 | 16 | 25 | -9   |
| 11   | AS de Carrefour        | 37  | 30 | 10 | 7  | 13 | 30 | 31 | -1   |
| 12   | Aigle Noir AC          | 37  | 30 | 10 | 7  | 13 | 22 | 32 | -10  |
| 13   | Racing Club Haïtien    | 36  | 30 | 10 | 6  | 14 | 28 | 32 | -4   |
| 14   | Zénith Cap-Haïtien     | 35  | 30 | 10 | 5  | 15 | 24 | 30 | -6   |
| 15   | Valencia Léogâne       | 35  | 30 | 9  | 8  | 13 | 23 | 31 | -8   |
| 16   | Carioca Port-au-Prince | 31  | 30 | 7  | 10 | 13 | 19 | 30 | -11  |

|  | Relégation directe en Division 2                                        |
|  | Ouv : Vainqueur du tournoi Ouverture Clo : Vainqueur du tournoi Clôture |

## Bilan de la saison
| Championnat d'Haïti de football 2003 |                        |
| Champion                             | Roulado FC (2e titre)  |
| Qualifications continentales         |                        |
| CFU Club Championship 2004           | Aucun                  |
| Promotions et relégations            |                        |
| Promus en Division 1                 | AS Mirebalais          |
| Promus en Division 1                 | AS Grand-Goâve         |
| Relégués en Division 2               | Valencia Léogâne       |
| Relégués en Division 2               | Carioca Port-au-Prince |